# Fabada asturiana
La fabada asturiana est une spécialité culinaire espagnole, et l'un des mets les plus typiques de la principauté des Asturies. 

## Histoire
La consommation de fabes dans les Asturies remonte au XVIe siècle, époque à laquelle on sait avec certitude qu'elles étaient plantées sur le territoire et consommées. La variété utilisée dans la fabada est connue sous le nom de de la Granja, une variété douce et beurrée adaptée à ce plat. La culture de cette variété couvre environ 2 500 hectares dans les Asturies. Les ingrédients de la recette de la fabada révèlent ses origines modestes. Les spécialistes pensent qu'il pourrait avoir vu le jour au XVIIIe siècle, bien qu'il n'existe aucune preuve à cet égard. Bien que la féverole soit un ingrédient purement rural, on croit toujours que la fabada est née dans les villes. Il n'existe aucune référence littéraire écrite à la féverole dans les ouvrages de l'époque. L'un des plus connus, La Regenta, ne le mentionne pas, malgré une description exhaustive des coutumes de la région. D'autres auteurs mentionnent sa ressemblance avec le cassoulet languedocien de la cuisine française, qui pourrait être arrivé en Espagne grâce au Camino de Santiago via le Camino francés au Moyen Âge,.
La première référence écrite traitant de la fabada apparaît dans le journal asturien de Gijón El Comercio en 1884, mais ne mentionne pas la recette. Les mentions ultérieures dans la littérature culinaire asturienne associent le plat à la marmite asturienne, des auteurs comme Armando Palacio Valdés, lorsqu'il décrit les caractéristiques des bergers asturiens dans son ouvrage Sinfonía pastoral (1931), ne mentionnent pas le plat. Selon les recherches de différents experts, la fabada est née à une période indéterminée entre le XIXe et le XXe siècle. Certains auteurs penchent plutôt pour le XXe siècle. De nos jours, cependant, c'est déjà un plat connu, non seulement dans les Asturies mais dans toute l'Espagne. Les recettes apparaissent dans la littérature du début du siècle.
Les émigrants asturiens du monde entier ont apporté ce plat à d'autres endroits, de sorte que dans certains endroits, il existe des variantes de ce plat, comme dans les régions proches de la ville américaine de Tampa.

## Caractéristiques
Une fabada a pour ingrédient essentiel la faba, un haricot de qualité le mieux adapté pour cette préparation, cultivé dans la principauté des Asturies et régi par le conseil régulateur de la faba asturiana, sous appellation d'origine, qui la définit ainsi : « Haricot sec séparé de sa cosse, phaseolus vulgaris, L, de variété traditionnelle granja asturiana, sain, entier, lavé et destiné à la consommation ; de couleur blanche et crémeuse ; forme d'un rognon, long et aplati ; de grande taille et donnant de 100 à 110 graines pour 100 g de semence. La zone d'élaboration et de conditionnement doit coïncider avec celle de la production. »
Le cuisinier privilégie de préférence les haricots del cura, et ceux del peón, del colmillo et de la Granja. 
Ce mets est préparé à base de charcuteries espagnoles (le compango, qui est ensuite servi séparément), traditionnellement composé de morcilla, de chorizo, d'épaule de porc (lacón) et de lard (tocino) et éventuellement d'un os de jambon, d'échine de porc, d'oreille, de pied ou de queue de porc. La recette est épicée de safran.
La fabada asturiana a subi des variantes par la venue d'une nouvelle cuisine régionale. Une fabada asturiana est préparée avec de l'araignée de mer ou des palourdes ou avec des moules, dans sa variante fabes con almejas.